# Meythet
Meythet is een plaats en voormalige gemeente in het Franse departement Haute-Savoie in de regio Auvergne-Rhône-Alpes. De plaats maakt deel uit van het arrondissement Annecy en sinds 1 januari 2017 van de gelijknamige gemeente.

## Geografie
De oppervlakte van Meythet bedraagt 3,2 km², de bevolkingsdichtheid is 2406,6 inwoners per km².
De onderstaande kaart toont de ligging van Meythet met de belangrijkste infrastructuur en aangrenzende gemeenten.

## Demografie
Onderstaande figuur toont het verloop van het inwonertal (bron: INSEE-tellingen).

## Afbeeldingen

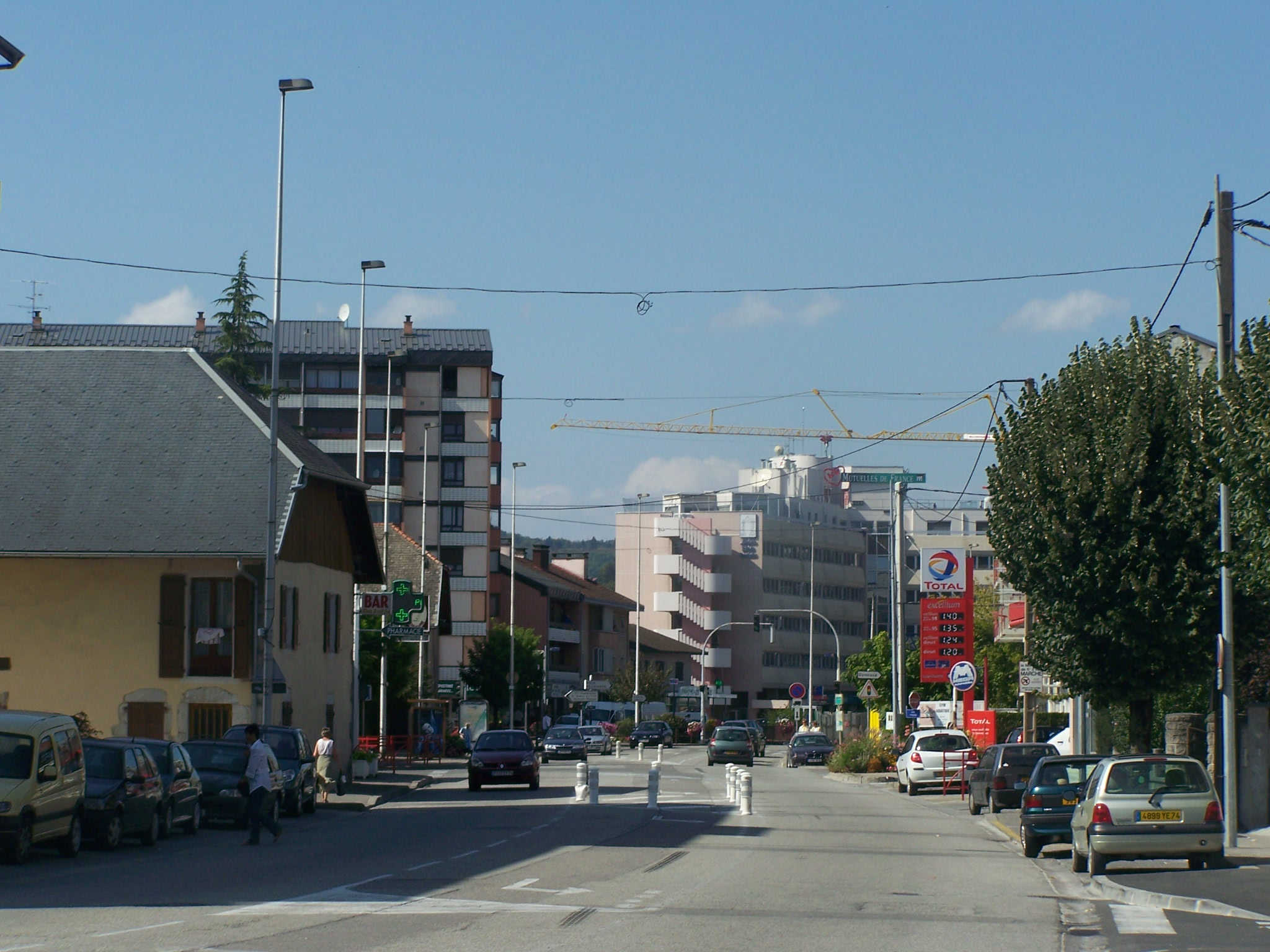
Centrum
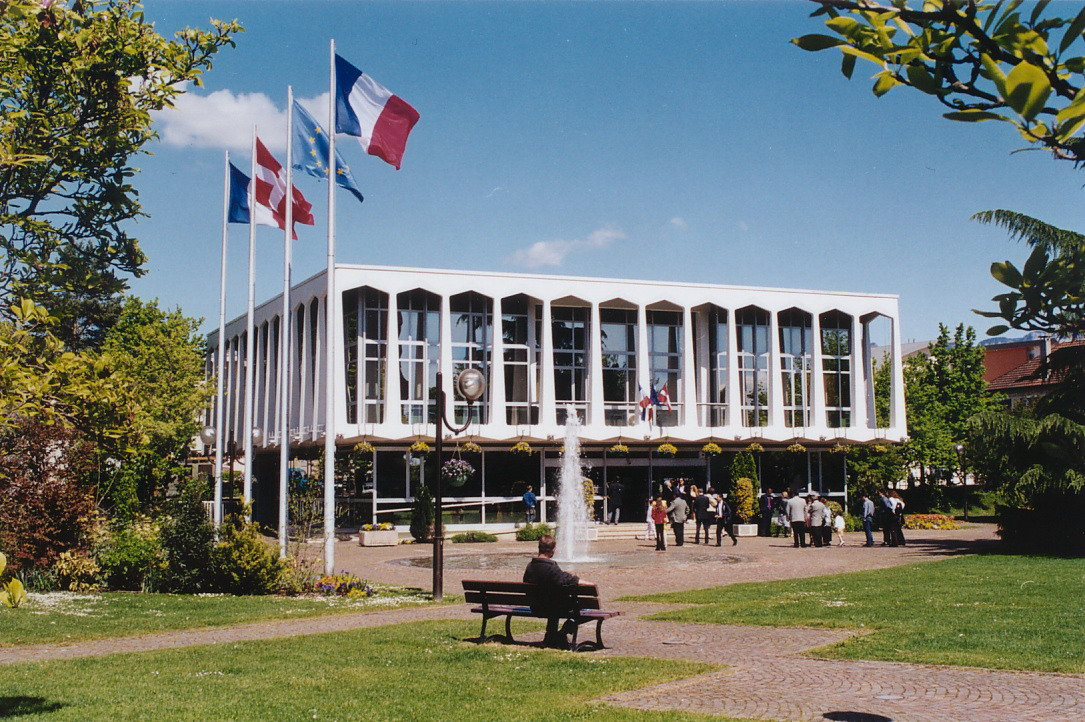
Gemeentehuis
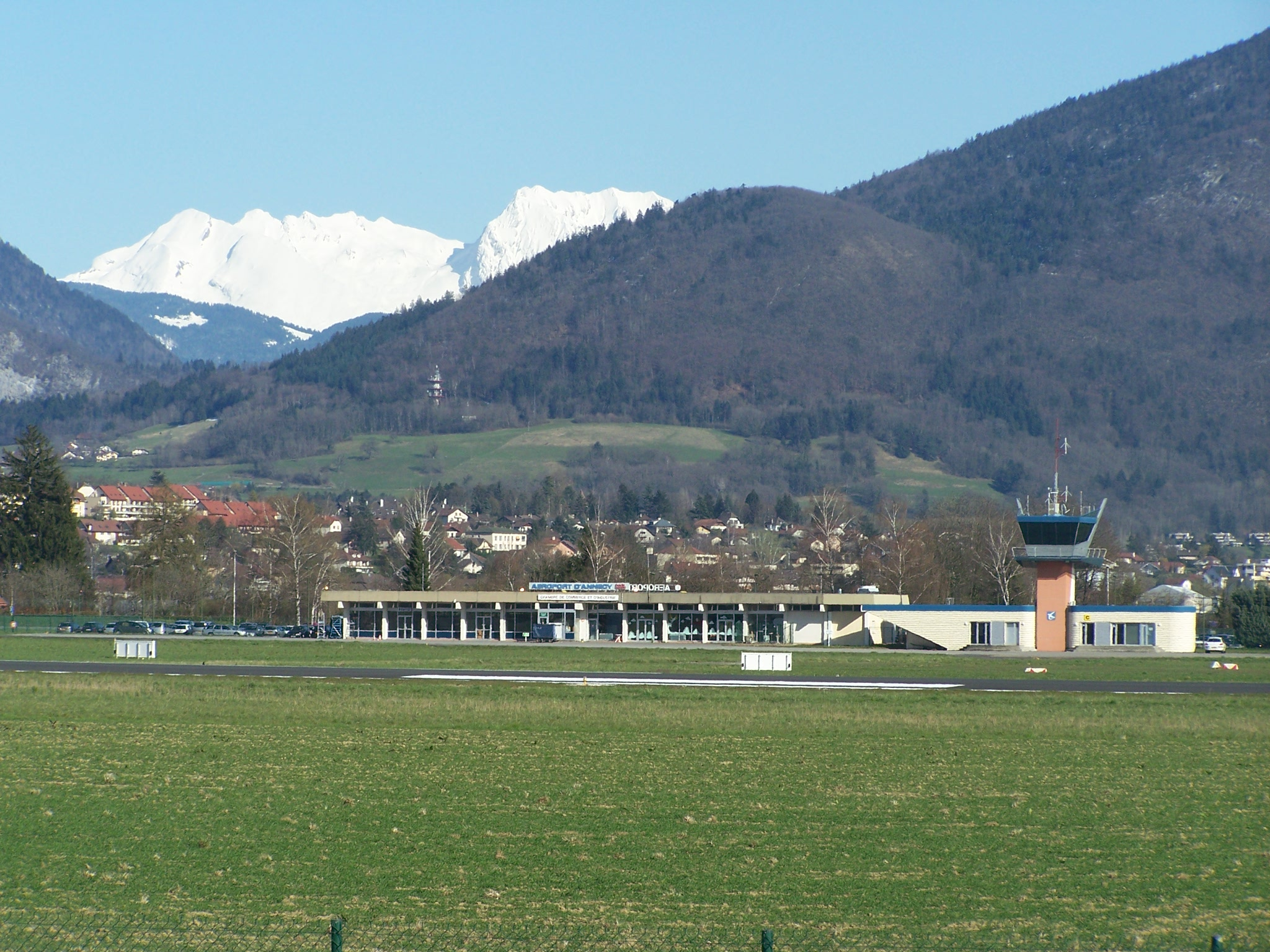
Luchthaven Annecy-Meythet